# آندرسون سیلوا دی فرانسا
آندرسون سیلوا دی فرانسا (به پرتغالی: Anderson Silva de França) هافبک اهل برزیل است که در شهر سائوپائولو و در تاریخ ۲۸ اوت ۱۹۸۲ به دنیا آمده‌است.
آندرسون سیلوا دی فرانسا در تیم‌های فوتبال Nacional سابقهٔ حضور دارد.